# Tewa
Tewa /Tewa = 'moccasins,' naziv Keres Indijanaca/, grupa plemena Tanoan Indijanaca naseljenih danas u dolini Rio Grande po pueblima San Ildefonso, San Juan, Santa Clara, Nambe i Tezuque u Novom Meksiku i Hano, u Arizoni.

## Današnja pueblo (sela) i plemena
- Hano, na rezervatu Hopi u Arizoni.
- Nambe, sjeverno od Santa Fé, na rijeci Nambe River, malena pritoka Rio Grande.
- Pojoaque.
- San Ildefonso, kod istočne obale Rio Grande, sjeverozapadno od Santa Fé.
- San Juan, kod istočne obale Rio Grande sjeverozapadno od Santa Fé.
- Santa Clara, zapadna obala Rio Grande.
- Tezuque ili Tesuque, sjeverno od Santa Féa.

## Sela
Kroz povijest Sjeverni Tewa imali su sela (pueble):
- Abechiu, u okrugu Rio Arriba.
- Agawano, na Rio Santa Cruz.
- Analco, u Santa Fé.
- Axol, nepoznata lokacija.
- Camitria, u okrugu Rio Arriba County.
- Chipiinuinge, u okrugu Rio Arriba.
- Chipiwi, nepoznata lokacija.
- Chupadero, nepoznata lokacija.
- Cuyamunque, na Tesuque Creeku, između Tesuque i Pojoaque, sjeverozapadno od Santa Fé.
- Fejiu, na mjestu današnjeg Abiquiu na Rio Chama, okrug Rio Arriba.
- Fesere, zapadno ili južno od Rio Chama, okrug Rio Arriba.
- Homayo, zapadna obala Rio Ojo Caliente, mali pritok Rio Grande, okrug Rio Arriba.
- Howiri, okrug Rio Arriba.
- Ihamba, južna obala rijeke Pojoaque River, između puebala Pojoaque i San Ildefonso.
- Jacona, nešto zapadnije od Nambe, južna strana Pojoaque Rivera, okrug Santa Fé.
- Junetre, okrug Rio Arriba.
- Kaayu, na Rio Santa Cruz, okrug Santa Fé.
- Keguayo, blizu Chupaderosa, 4 milje istočno od puebla Nambe.
- Kuapooge, s Analco na mjestu Santa Féa.
- Kwengyauinge, okrug Rio Arriba.
- Luceros, dijelom pripada Tewama.
- Navahu, zapadno od puebla Santa Clara Pueblo, u Pajarito Parku.
- Navawi, između Rito de los Frijoles i kanjona Santa Clara, jugozapadno od San Ildefonsoa.
- Otowi, pet milja zapadno od mjesta gdje Rio Grande ulazi u White Rock Canyon, sjeveroistok okruga   Sandoval.
- Perage, jednu milju zapadno od puebla San Ildefonso.
- Pininicangui, dvije milje južno od Puye na Pajarito Plateau, okrug Sandoval.
- Pojiuuingge, u La Joya, deset milja sjeverno od San Juan Puebla.
- Pojoaque, sjeverozapadno od Santa Féa.
- Ponyinumbu, sjever okruga Santa Fé.
- Ponyipakuen, blizu Ojo Caliente i El Rito, granica okruga Taos i Rio Arriba.
- Poseuingge, na Rito Colorado, blizu Abiquiu.
- Potzuye, između San Ildefonso Pueblo na sjeveru i Rito de los Frijoles na jugu.
- Pueblito, nasuprot San Juan Pueblo, na zapadnoj obali Rio Grande u okrugu Rio Arriba.
- Pueblo Quemado (možda Tano), 6 milja jugozapadno od Santa Fé.
- Puye, blizu granice okruga Rio Arribs, Sandoval i Santa Fé.
- Sajiuwingge, u La Joya, dweset milja sjeverno od San Juan Pueblo, u okrugu Rio Arriba.
- Sakeyu između San Ildefonso Pueblo i Rito de los Frijoles.
- Sandia, nije isti kao istoimeni Tiwa pueblo.
- Santa Cruz, istočno od Rio Grande, 30 miles northwest of Santa Fé, na mjestu istoimenog sadašnjeg grada.
- Sepawi, u dolini El Rito Creek.
- Shufina, sjeverozapadno od Puye dijeli ga Santa Clara Canyon.
- Teeuinge, na vrhu mese južno od Rio Chama, u okrugu Rio Arriba.
- Tejeuingge Ouiping, kod sadašnjeg puebla San Juan, na Rio Grande.
- Tobhipangge, sjeveroistočno od Nambe Pueblo.
- Triapí, nepoznata lokacija.
- Triaque, nepoznata lokacija.
- Troomaxiaquino, okrug Rio Arriba.
- Tsankawi, između Rito de los Frijoles na jugu i Los Alamos Canyona na sjeveru, zapadno od Rio Grande.
- Tsawarii, jugoistok okruga Rio Arriba.
- Tseweige, nepoznata lokacija.
- Tshirege, na sjevernom rubu Mesa del Pajarito južno od San Ildefonso Pueblo.
- Yugeuingge, zapadna obala Rio Grande, nasuprot puebla San Juan.

Sela Južnih Tewa ili Tano Indijanaca:
- Ciénega u dolini Rio Santa Fé, jugozapadno od Santa Fé.
- Dyapige, jugoistočno od Lamya.
- Galisteo, blizu današnjeg Galistea, južno od Santa Fé.
- Guika (možda Tewa), na Rio Grande blizu Albuquerque.
- Kayepu, južno od Galisteo, okrug Santa Fé.
- Kipana, u okrugu Sandoval.
- Kuakaa, na južnoj obali Arroyo Hondo, 5 milja južno od Santa Fé.
- Ojana, okrug Sandoval.
- Paako, južno od rudarskog kampa San Pedro, okrug Santa Fé.
- Pueblo Blanco, istočno od Rio Grande.
- Pueblo Colorado, na Galisteo plain, sjeverni središnji Novi Meksiko.
- Pueblo de los Silos, Galisteo Basin.
- Pueblo Largo, južno od Galisteo.
- Pueblo Quemado (ili Tewa),jugozapadno od Santa Fé.
- Puerto (ili Keresan).
- San Cristóbal, između Galisteo i Pecos.
- San Lazaro, jugozapadno od Lamy, južna obala Arroyo del Chorro, okrug Santa Fé.
- San Marcos, jugozapadno od Santa Fé.
- Sempoai, blizu Goldena, okrug Santa Fé.
- She, južno od Galisteo u okrugu Santa Fé.
- Tuerto, kod Golden Cityja, okrug Santa Fé.
- Tungge, okrug Sandoval.
- Tzemantuo, južno od Galisteo, okrug Santa Fé.
- Tzenatay, nasuprot mjestašca La Bajada, jugozapadno od Santa Fé.
- Uapige, okrug Santa Fé.

Sela koja pripadaju Tewa ili Tano Indijancima:
- Chiuma, nepoznata lokacija.
- Guia, na Rio Grande blizu Albuquerque.
- Guika, na Rio Grande blizu Albuquerque.
- Peñas Negras, jugoistočno od Santa Fé.

Sela koja pripadaju Tiwa ili Tewa Indijancima:
- Axoytre, možda identičan s Axol ?
- Camitre, možda isto što i Camitria ?
- Paniete, nepoznata lokacija.
- Piamato, nepoznata lokacija.
- Quiotráco, možda u okrugu Rio Arriba.

## Povijest
Kada je 1540. Coronado prolazio južnim predjelima teritorija Tewa, taj kraj je gotovo potpuno depopuliran šesnaest godina prije od strane nekog ratobornog prerijskog plemena. Od Južnih Tewa ili Tanoa preostalo je tek 5 puebala, ali su i oni stradali za vrijeme Pueblo ustanka od 1680. do 1696., a većina ih je nakoj 1694. otišlo na rezervat Hopi, gdje ih poznajemo kao Hano. Ostatak je desetkovan epidemijama boginja u ranom 19. stoljeću, a nešto potomaka možda imaju među Santo Domingo Indijancima. Sjeverne grupe Tewa koje su i poznati kao Tewa, imali su sudbinu sličnu Tanoima ali su do danas su sačuvali svoj identitet i smješteni su po pueblo rezervatima u Novom Meksiku. Populacija Tewa koja je prema Alonzo de Benavidesu iznosila oko 6,000 1630.-te, 2000.-te iznosi također oko 6,000. 

## Etnografija
Svako selo Tewa podjeljeno je u dvije sekcije,  'zimski narod'  i  'ljetni narod' , svaka s vlastitim kasikom (cacique), zimskim, zvanim Oyiké ili Oyike-sendo koji je na dužnosti od jesenskog do proljetnog ekvinocija i ljetni Panyooke, ili Panyooke-sendo, od proljetnog do jesenskog. O socijalnoj organizaciji i religioznim institucijama malo je poznato, tek da se kod Nambe i Tezuque Indijanaca računalo po muškoj liniji, i uz napomenu da nije bila dozvoljena ženidba unutar klana. 

## Vanjske poveznice
- Tewa Indian Tribe History
- The Tewa  Arhivirana inačica izvorne stranice od 11. siječnja 2012. (Wayback Machine)
- Tewa Cacique Societies - San Ildefonso  Arhivirana inačica izvorne stranice od 10. listopada 2007. (Wayback Machine)